# Carrizo de la Ribera
Carrizo de la Ribera település Spanyolországban, León tartományban. Lakosainak száma 2222 fő (2024).

## Földrajza
Carrizo de la Ribera Llamas de la Ribera, Cimanes del Tejar, Turcia és Quintana del Castillo községekkel határos.

## Népesség
A település lakosságának változását az alábbi diagram mutatja:
| Lakosok száma | 2750 | 2613 | 2615 | 2518 | 2499 | 2433 | 2278 | 2228 | 2234 | 2222 |
|               | 2001 | 2004 | 2007 | 2009 | 2012 | 2014 | 2017 | 2019 | 2022 | 2024 |